# Coelinidea ellenaae
Coelinidea ellenaae är en stekelart som beskrevs av Riegel 1982. Coelinidea ellenaae ingår i släktet Coelinidea och familjen bracksteklar. Inga underarter finns listade i Catalogue of Life.